# لوئیویل (واشینگتن)
لوئیویل (به انگلیسی: Lewisville) یک منطقهٔ مسکونی در ایالات متحده آمریکا است که در شهرستان کلارک، واشینگتن واقع شده‌است. لوئیویل ۱۴٫۶ کیلومتر مربع مساحت و ۱٬۷۲۲ نفر جمعیت دارد و ۱۲۶ متر بالاتر از سطح دریا واقع شده‌است.